# Tóth László (autóversenyző)
Tóth László (Telki, 2000. június 2. –) magyar autóversenyző, jelenleg az ázsiai Le Mans Seriesben versenyez az LMP2-es ARC Bratislava csapat színeiben.

## Pályafutása

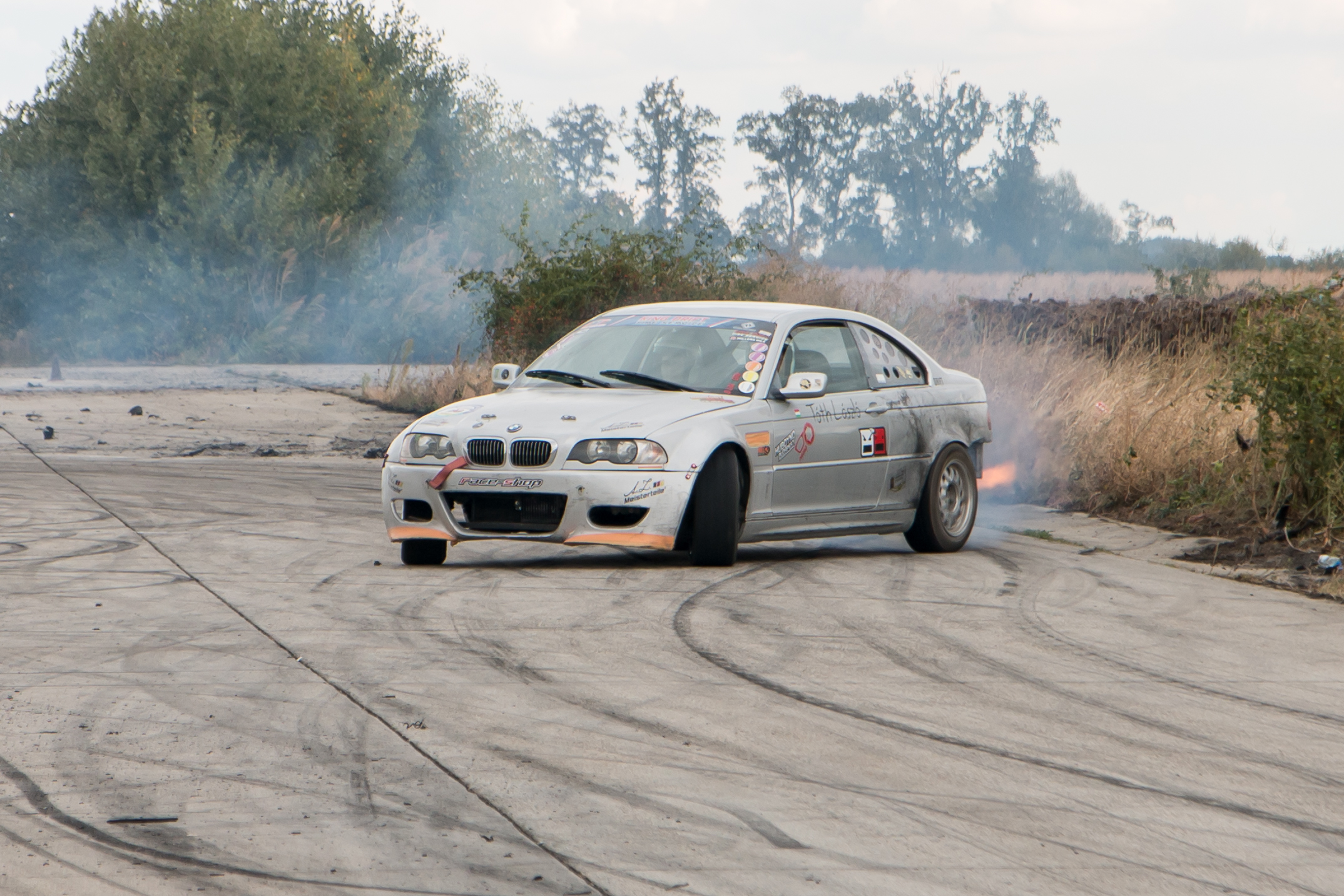
Tóth BMW E46-ban

### A kezdetek
2013-ban kezdett versenyezni, az alapokat gokartozással sajátította el. Gokarttal előbb Magyarországon versenyzett, majd a német bajnokságban és az Euro Challenge-ben is rajthoz állt. Később a Nemzetközi Automobil Szövetség (FIA) alá tartozó gokart Európa- és világbajnokságon is indult, legnagyobb sikereit 2016-ban, a juniorok között érte el ebben a géposztályban: a magyar bajnoki 3. helyezés mellett a Rotax Winter Cupon is 3., az Euro Final-ban 1. lett.

### Formula–4
2018-ban az Olasz Formula–4-bajnokságban a portugál DR Formula istállónál a szezon első három versenyhétvégéjén állt rajthoz. Az idény közben csapatot és országot, így sorozatot is váltott, júniustól a spanyol Formula–4-es bajnokságban versenyzett a holland MP Motorsport pilótájaként: A szezon hat fordulójából ötön állt rajthoz, és végül 47 pontot gyűjtve a 11. helyen zárta az összetett pontversenyt.
A 2019-es idényben a francia R-ace GP csapat színeiben a Németországban futó ADAC Formula–4-ben indult, és bár számos alkalommal állt közel a pontszerzéshez, ez végül csak egyszer sikerült neki.

### FIA Motorsport Játékok
Az FIA által életre hívott, és 2019 novemberében első alkalommal megrendezett 2019-es FIA Motorsport Játékok elnevezésű úgynevezett „autósport olimpián” a Formula–4-es kategóriában nevezte be a viadalra a Magyar Nemzeti Autósport Szövetség. A Róma mellett elhelyezkedő Vallelunga versenypályán a hatfős magyar küldöttség legjobb eredményét érte el, mivel a Formula–4-esek két futamából az elsőn 4., a másodikon pedig 7. lett a 19 fős mezőnyben.

### Formula Renault Európa-kupa
Az olasz Bhaitech Racing 2020. február 20-án jelentette be, hogy leszerződtette az idényre a magyar versenyzőt. A versenysorozat történetének 30. szezonja április közepén kezdődött volna az olaszországi Monzában, de az egész Európában terjedő koronavírus-járvány miatt ezt a futamot elhalasztották azzal, hogy október elején a németországi Hockenheimben pótolják majd. A sorozat szervezői később módosított versenynaptárat hoztak nyilvánosságra, melyben az első versenyhétvége július 9-11-i dátummal és monzai helyszínnel szerepelt. A szezonnyitó második versenyén a 8., pontszerző helyen ért célba, de utólag az előtte végző cseh Petr Ptáčeket megbüntették, így végül a 7. helyen végzett. Az idény során még kétszer végzett pontszerző helyen, a legendás Spa-Francorchamps-ban a tizenhetedik helyről rajtolva, kilenc pozíciót javítva ért célba nyolcadikként.

### Formula–3
2021. március 24-én a spanyol Campos Racing bejelentette, hogy szerződtette Tóthot a Formula–1 második számú utánpótlás sorozatának számító FIA Formula–3 bajnokság 2021-es kiírására. A kontraktus egy évre szól, amely opcionálisan meghosszabbodhat. A Barcelonában tartott nyitó hétvégén Tóth egy 27., egy 23. és egy 26. helyet szerzett. A szezon második, Franciaországban rendezett fordulójában pozitív koronavírus-tesztje miatt nem állhatott rajthoz. A szezon harmadik versenyhétvégéjén, a Red Bull Ringen rendezett osztrák nagydíj első futamát a 22. helyen fejezte be. Utólagos időbüntetéseknek köszönhetően végül a 19. helyre lépett előre a hivatalos végeredményt illetően, míg a hétvége második sprintfutamán 21., a főfutamon pedig 24. lett. Augusztus első hétvégéjén a Hungaroringen, hazai pályán versenyezhetett. A főfutamon kiesett, míg a két sprintfutamon egy 27. és egy 23. helyezést ért el. A hollandiai versenyhétvégén a második sprintfutamon szezonbéli legjobb eredményét elérve a 16. helyen végzett. Végül nem tudott a pontszerző zóna közelébe kerülni, így 17 részvétellel a tabella 32. helyezettje lett.
2021 szeptemberében a 2021-es idény záróhétvégéjén, Szocsiban a cseh Charouz Racing System kereste fel egy ajánlattal. 2022. január 25-én közölték, hogy Tóth a 2022-es szezonban az istálló versenyzője lett.

## Eredményei

### Karrier összefoglaló
| Szezon | Bajnokság                    | Csapat                | Verseny | Győzelem | Pole | Leggyorsabb kör | Dobogós helyezés | Pont | Helyezés |
| ------ | ---------------------------- | --------------------- | ------- | -------- | ---- | --------------- | ---------------- | ---- | -------- |
| 2018   | Olasz Formula–4-bajnokság    | DR Formula            | 3       | 0        | 0    | 0               | 0                | 0    | 41.      |
| 2018   | Spanyol Formula–4-bajnokság  | MP Motorsport         | 14      | 0        | 0    | 0               | 0                | 47   | 11.      |
| 2019   | ADAC Formula–4-bajnokság     | R-ace GP              | 20      | 0        | 0    | 0               | 0                | 2    | 20.      |
| 2020   | Formula Renault Európa-kupa  | Bhaitech Racing       | 20      | 0        | 0    | 0               | 0                | 14   | 16.      |
| 2021   | Formula–3                    | Campos Racing         | 17      | 0        | 0    | 0               | 0                | 0    | 32.      |
| 2022   | Formula–3                    | Charouz Racing System | 18      | 0        | 0    | 0               | 0                | 0    | 37.      |
| 2023   | Ázsiai Le Mans-széria - LMP2 | ARC Bratislava        | 4       | 0        | 0    | 0               | 0                | 18   | 11.      |

* A szezon jelenleg is zajlik.

### Teljes Formula Renault Európa-kupa eredménysorozata
(Táblázat értelmezése)

(Félkövér: pole-pozícióból indult; dőlt: leggyorsabb kört futott) 

| 15 | 7 | 16 | 16 | 16 | 14 | 11 | 11 | 18 | 16 | 16 | 10 | 15 | 8 | Ki | 15 | 11 | 14 | 19 | 16 |

### Teljes FIA Formula–3-as eredménysorozata
(Táblázat értelmezése)

(Félkövér: pole-pozícióból indult; dőlt: leggyorsabb kört futott) 

| Év   | Csapat                | 1          | 2          | 3          | 4          | 5          | 6          | 7          | 8          | 9          | 10         | 11         | 12         | 13         | 14         | 15         | 16         | 17         | 18         | 19         | 20        | 21         | Helyezés | Pont |
| ---- | --------------------- | ---------- | ---------- | ---------- | ---------- | ---------- | ---------- | ---------- | ---------- | ---------- | ---------- | ---------- | ---------- | ---------- | ---------- | ---------- | ---------- | ---------- | ---------- | ---------- | --------- | ---------- | -------- | ---- |
| 2021 | Campos Racing         | ESP SP1 27 | ESP SP2 23 | ESP FEA 26 | FRA SP1    | FRA SP2    | FRA FEA    | AUT SP1 19 | AUT SP2 21 | AUT FEA 24 | HUN SP1 27 | HUN SP2 23 | HUN FEA Ki | BEL SP1 25 | BEL SP2 22 | BEL FEA 23 | NED SP1 25 | NED SP2 16 | NED FEA 24 | RUS SP1 Ki | RUS SP2 T | RUS FEA 22 | 32.      | 0    |
| 2022 | Charouz Racing System | BHR SPR 22 | BHR FEA 24 | IMO SPR 19 | IMO FEA 25 | ESP SPR 26 | ESP FEA 23 | GBR SPR Ki | GBR FEA 21 | AUT SPR 23 | AUT FEA 19 | HUN SPR 26 | HUN FEA Ki | BEL SPR 22 | BEL FEA 25 | NED SPR 27 | NED SPR 24 | ITA FEA 22 | ITA FEA 19 |            |           |            | 37.      | 0    |